# 水府增三
金牛座135，又名BD+14 1041，HD 39019、SAO 94904、HR 2016，是金牛座的一颗恒星，视星等为5.52，位于銀經193.16，銀緯-6.55，其B1900.0坐标为赤經5h 44m 47.5s，赤緯+14° -6.55′ 36″。